# Maria Gay i Tibau
Maria Gay Tibau (Llagostera, 24 de octubre de 1813 - Gerona, 18 de marzo de 1884) fue una religiosa gerundense, fundadora de las Hermanas de San José de Gerona. El 9 de diciembre de 2013, el papa Francisco proclamó sus virtudes heroicas y le otorgó el título de venerable, paso previo a la beatificación.

## Biografía
Nacida en Llagostera, hija de Martí Gay y María Tibau.  La reciente Guerra de la Independencia Española hizo muy difícil que su madre viuda pudiera criar a los dos hermanos. En 1850, la madre fue ingresada en el Hospital de Santa Caterina de Gerona; a pesar, de los cuidados, la madre murió. María Gay se quedó, viviendo con la familia de Emeri Ros, médico, y de Concepció Llausas, a quién ayuda en la cura y educación de sus cinco hijos.
En 1851 entró a formar parte de la Tercera Orden de Santo Domingo, como laica. Alternaba su trabajo doméstico con la atención a los enfermos que iban a la visita del doctor Ros. Los recibía y escuchaba atentamente sus necesidades para pasar después al médico la información; así aprendió muchas cosas, y decidió de dedicar su vida a atenderlos.
Como miembro de la Cofradía de la Purísima Sangre, atendía enfermos necesitados desinteresadamente, tarea que hizo durante veinte años. Pensó, sin embargo, que había que ir más allá y quiso fundar un instituto religioso dedicado al servicio de los enfermos. Con el consentimiento de la familia Ros-Llausas, empezó a poner en práctica la idea, y el 28 de junio de 1870, con su amiga Carme Esteve y Andoca y seis compañeras más, inició la vida comunitaria de una agrupación que, con domicilio a la Calle de la Forca, 12, se dedicaría a la atención y el velatorio, de día y por la noche, de enfermos. Con el tiempo (desde 1868 estaban prohibidas por ley las asociaciones y congregaciones religiosas) se convirtió en congregación religiosa: el Instituto de las Religiosas de Sant Josep de Girona, popularmente llamadas Vetlladores. A fecha del 2015, esta congregación no deja de crecer y sus proyectos solidarios tienen presencia tanto nacional como internacional .
Su tarea fue reconocida pronto y otras jóvenes se unieron. El 12 de julio de 1872, el obispo de Gerona, Constantín Bonet, les otorgó un reglamento interno. 
El 1879, la comunidad abrió casa en La Bisbal del Ampurdán, desde donde iban a los domicilios de los enfermos; el año siguiente, el Ayuntamiento de Bañolas solicitó germanas para tener cura de los enfermos del hospital, que será el primero confiado al instituto. El 1880, el nuevo obispo Tomàs Sivilla los permitió inaugurar el noviciat. La comunidad inicial se iba tirando cada vez más numerosa; desde entonces, asistían los enfermos tanto en sus propios domicilios como en los hospitales. El 1881 otra comunidad se hacía cargo del hospital de Lloret de Mar, a petición del ayuntamiento. María todavía fundó en Torroella de Montgrí (1882), Sant Feliu de Guíxols y Blanes, las dos en 1884. Pero el mismo año pero María murió en Gerona.

## Veneración
Muerta en loor de santidad, el Gobierno General del Instituto pidió al obispo de Gerona de incoar el proceso de canonización de la fundadora, que se abrió el 26 de julio de 1996, con la primera sesión a la iglesia de la casa madre del Instituto. El proceso de recogida de información acabó el 3 de mayo de 1998 a la catedral de Gerona. El obispo, Jaume Camprodon, la declaró sirvienta de Dios, y se envió la documentación a Roma, donde continúa el proceso. El lunes 9 de diciembre de 2013, el Santo Padre Francesc aprobó las virtudes heroicas de la sirvienta de Dios, que pasa a decirse "venerable". Para llegar a la beatificación, hace falta que se pruebe un milagro concedido por su intercesión.